# Folkets hural
Folkets hural (burjatiska Буряад Уласай Арадай Хурал, Burjaad Ulasaj Aradaj Hural; ryska Народный Хурал Республики Бурятия, Narodnij Hural Respubliki Burjatija) är det lagstiftande organet i den Ryska federala republiken Burjatien. Den består av 66 ledamöter som väljs vart femte år. Ledamöterna väljs med ett system där 33 väljs från enmansvalkretsar och de andra 33 proportionellt. 
Parlamentariskt arbete sker i sju kommittéer.
Vid Folkets hural finns också ett ungdomsparlament.

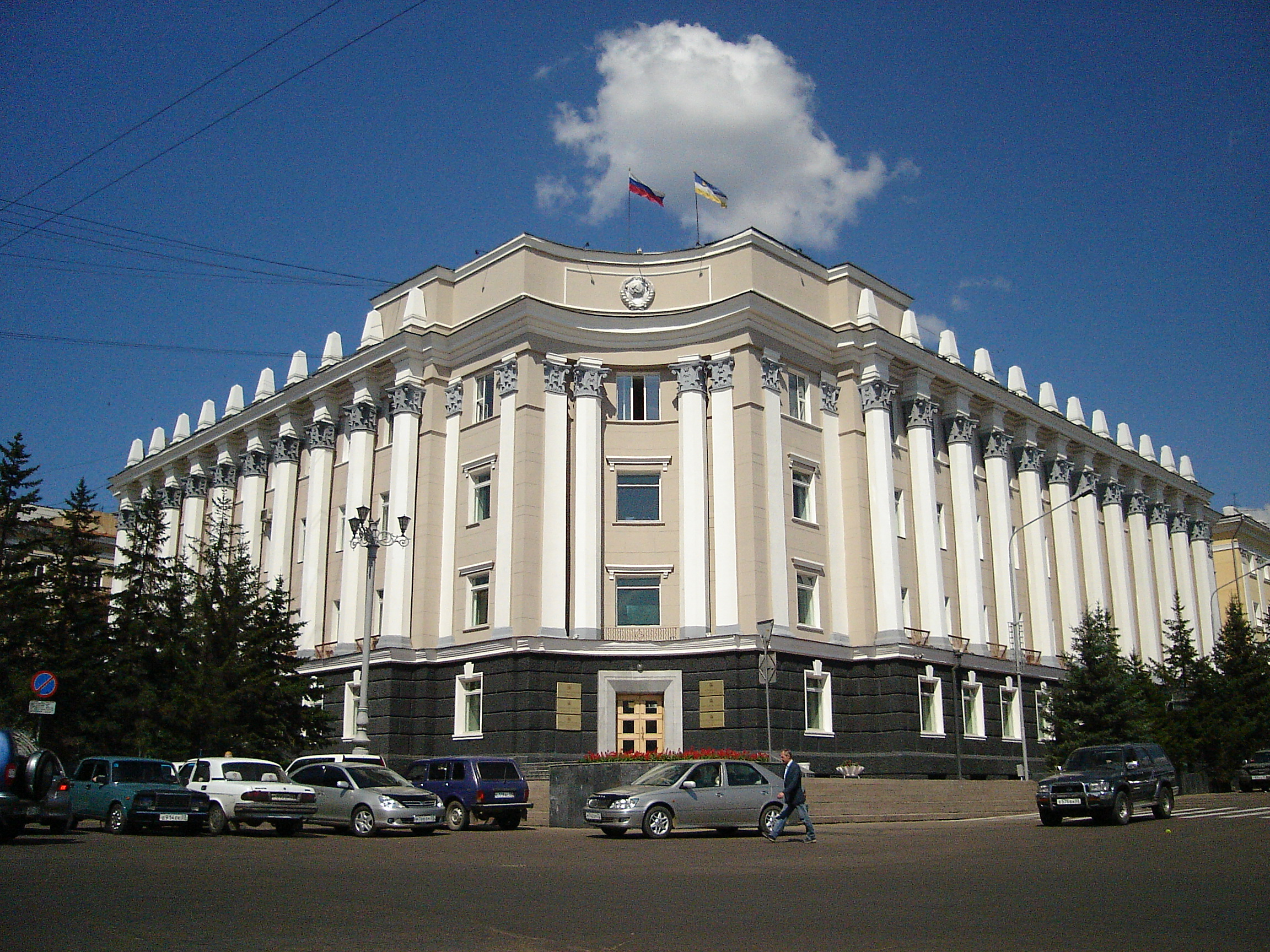
Parlamentsbyggnaden i Ulan-Ude 2008.